# Elecciones al Parlamento Europeo de 1989 (Francia)
En las elecciones al Parlamento Europeo de 1989 en Francia, celebradas en junio, se escogió a los 81 representantes de dicho país para la tercera legislatura del Parlamento Europeo.

## Resultados
| Datos de participación | Datos de participación | Datos de participación |
| ---------------------- | ---------------------- | ---------------------- |
| Censo electoral        | 38.297.496             | 100%                   |
| Votos                  | 18.690.692             | 48,8%                  |
| Abstención             | 19.606.804             | 51,2%                  |
| Votos a candidaturas   | 18.151.416             | 97,1%                  |

| ← Elecciones al Parlamento Europeo de 1989 →                                 |                          |           |       |         |     |                                             |
| Partido                                                                      | Cabeza de lista          | Votos     | %     | Escaños | +/- | Grupo en el Parlamento Europeo              |
| Unión para la Democracia Francesa Reagrupamiento para la República (UDF-RPR) | Valéry Giscard d'Estaing | 5.242.038 | 28,88 | 26      | -15 | Partido Popular Europeo/Demócratas Europeos |
| Partido Socialista Movimiento de los Radicales de Izquierda (PS-MRG)         | Laurent Fabius           | 4.286.354 | 23,61 | 22      | +2  | Partido Socialista Europeo                  |
| Frente Nacional (FN)                                                         | Jean-Marie Le Pen        | 2.129.668 | 11,73 | 10      | =   | Grupo Técnico de las Derechas Europeas      |
| Los Verdes (VERTS)                                                           | Antoine Waechter         | 1.922.945 | 10,59 | 9       | +9  | Los Verdes Europeos/Alianza Libre Europea   |
| Centro de los Demócratas Sociales (CDS)                                      | Simone Veil              | 1.529.346 | 8,43  | 7       | +7  | Partido Popular Europeo/Demócratas Europeos |
| Partido Comunista Francés (PCF)                                              | Philippe Herzog          | 1.401.171 | 7,72  | 7       | -3  | Coalición de las Izquierdas                 |
| Caza, Pesca, Tradición (CPT)                                                 | André Goustat            | 749.741   | 4,13  | 0       | =   |                                             |
| Lucha Obrera (LO)                                                            | Arlette Laguiller        | 258.663   | 1,43  | 0       | =   |                                             |
| L.A. Protección de los Animales y de su Entorno (LAPAE)                      | Arlette Alessandri       | 188.573   | 1,04  | 0       | =   |                                             |
| Lista de la Alianza (LA)                                                     | Henri Joyeux             | 136.230   | 0,75  | 0       | =   |                                             |
| Mov. para un Partido de Trabajadores (MPPT)                                  | Marc Gauquelin           | 109.523   | 0,60  | 0       | =   |                                             |
| Mov. de los Renovadores Comunistas (MRC)                                     | Claude Llabres           | 74.327    | 0,41  | 0       | =   |                                             |
| Generación Europa (G.Europe)                                                 | Gérard Touati            | 58.995    | 0,33  | 0       | =   |                                             |
| Reagrupamiento para una Francia Libre (POE)                                  | Jacques Cheminade        | 32.295    | 0,18  | 0       | =   |                                             |
| Iniciativa para una Democracia Europea (IDE)                                 | Franck Biancheri         | 31.547    | 0,17  | 0       | =   |                                             |